# Podmiot prawa międzynarodowego
W prawie międzynarodowym podmiotem prawa międzynarodowego jest ten, kto bezpośrednio z norm prawa międzynarodowego wywodzi swoje prawa i obowiązki.

## Elementy definicji
Definicja podmiotu prawa międzynarodowego nie została unormowana przez akty prawa międzynarodowego, toteż rozpatrywana jest jedynie w sferze doktrynalnej. Zwraca się uwagę na dwa elementy:
- zdolność prawną (prawnomiędzynarodową), rozumianą jako możliwość posiadania praw i obowiązków międzynarodowych,
- zdolność do czynności prawnych (prawnomiędzynarodowych), rozumianą jako możliwość nabywania praw i zaciągania zobowiązań międzynarodowych poprzez własne działanie.

## Atrybuty
Podmioty prawa międzynarodowego posiadają następujące atrybuty:
- ius tractatuum (ius contrahendi) – zdolność zawierania umów międzynarodowych. W ramach ius tractatuum upatruje się także zdolności uczestniczenia w organizacjach międzynarodowych, jako że tworzone są one właśnie na mocy umów międzynarodowych,
- ius legationis – zdolność uczestniczenia w stosunkach dyplomatycznych, czyli przyjmowania (legacja bierna) i wysyłania (legacja czynna) przedstawicieli dyplomatycznych innych podmiotów,
- ius standi – zdolność występowania z roszczeniami, ale też odpowiedzialność wobec prawa międzynarodowego.

## Podział podmiotów
Podmioty prawa międzynarodowego można podzielić na:
- pierwotne, będące podmiotami przez sam fakt istnienia oraz wtórne (pochodne), których podmiotowość wynika z uznania ich przez podmioty pierwotne;

- pełne, posiadające wszelkie możliwe kompetencje prawnomiędzynarodowe i niepełne, których zakres podmiotowości ograniczony jest do określonych czynności;

- suwerenne, podejmujące decyzje całkowicie samodzielnie i niezależnie oraz niesuwerenne, których decyzja zależy przynajmniej częściowo od innych podmiotów.

## Rodzaje podmiotów
Jak już wspomniano, podmioty prawa międzynarodowego rozpatrywane są na gruncie doktryny prawa – a co za tym idzie – istnieje wiele różnych poglądów na ten temat. Niektórzy autorzy, np. A. Klafkowski, uznają za podmioty prawa międzynarodowego jedynie państwa (część dopuszcza wyjątkowo także Stolicę Apostolską). Obecnie przeważa pogląd głoszący, że poza państwami do podmiotów można zaliczać również inne byty działające na arenie międzynarodowej, przy czym ich katalog bywa różnie układany. Niektórzy – np. G. Scelle – twierdzą, iż wyłącznie jednostki można uznać za podmioty prawa międzynarodowego. W dominującym obecnie dyskursie za podmioty prawa międzynarodowego uznaje się:

### Państwa
Państwa jako jedyne są podmiotami pierwotnymi, pełnymi i suwerennymi. Do tej kategorii należy zaliczyć także minipaństwa. Tych ostatnich nie można zaliczyć do kategorii niesuwerennych organizacji terytorialnych na gruncie klasycznej definicji państwa, która zakłada istnienie: władzy, terytorium (bez względu na jego obszar), ludności i zdolności do utrzymywania kontaktów międzynarodowych. Bezsprzecznym argumentem przemawiającym za zaliczeniem ich do kategorii państw, i zarazem przyznania podmiotowości prawnomiędzynarodowej, jest fakt przyjęcia do ONZ, do której mogą należeć tylko państwa (przyjęcie do ONZ jest dowodem uznania za państwo, choć państwa nie mają obowiązku należenia do tej organizacji).
Przeczytaj również: Lista państw świata

### Suwerenne podmioty bezterytorialne
Istnieją również suwerenne podmioty prawa międzynarodowego, które mają cechy państwa takie jak: władze, uznanie międzynarodowe i stosunki dyplomatyczne z państwami na poziomie ambasad, lecz nie posiadają własnego terytorium a dysponują terytorium danego państwa lub posiadłościami eksterytorialnymi.
- Stolica Apostolska – jest podmiotem sui generis (łac. „szczególnego rodzaju”). Z punktu widzenia ustrojowego Stolica Apostolska jest podmiotem bezterytorialnym, który sprawuje zwierzchnictwo nad Watykanem (i dysponuje jego terytorium), który – jako państwo – także może być traktowany jako podmiot prawa międzynarodowego. Na płaszczyźnie międzynarodowej najczęściej występuje Stolica Apostolska – zazwyczaj pod taką nazwą utrzymuje ona stosunki dyplomatyczne i zawiera umowy międzynarodowe[4]. Nie wyklucza to jednak zaciągania zobowiązań jako Watykan (Państwo Watykańskie), co czasem też ma miejsce (np. przy umowach pocztowych i telekomunikacyjnych). Niezależnie jednak od tego, pod jaką nazwą dane zobowiązanie zostaje zaciągnięte, przyjmuje się, że jest ono wiążące tak dla Stolicy Apostolskiej, jak i Watykanu. Z tego powodu w zakresie stosunków międzynarodowych ich podmiotowość nie jest wyraźnie rozdzielana, a często jest wręcz postrzegana w sposób tożsamy[5][6][7][8].

- Suwerenny Zakon Maltański – utrzymujący stosunki dyplomatyczne ze 104 państwami na poziomie ambasad (np. z Polską od 1990), posiada nieruchomości eksterytorialne – 2 we Włoszech (Rzym) i 1 na Malcie (Birgu).

Specyficzny status posiada:
- Międzynarodowy Komitet Czerwonego Krzyża – ma on status obserwatora w ONZ, oraz – jako organizacja neutralna – prowadzi też mediacje z rządami (mimo że formalnie nie utrzymuje z nimi kontaktów dyplomatycznych) na temat wymiany jeńców, a także zawarł porozumienia z niektórymi organizacjami i instytucjami międzynarodowymi działającymi na polu humanitarnym[9].

### Unia Europejska
Unia Europejska jest organizmem sui generis („szczególnego rodzaju”) w stosunkach międzynarodowych. Do grudnia 2009 r. UE stanowiła kombinację struktur ponadnarodowych (ponadpaństwowych, uwspólnotowionych) oraz międzyrządowych (międzynarodowych). Traktat lizboński zlikwidował podział Unii na filary, nadał jej osobowość prawną i podmiotowość prawnomiędzynarodową. Wśród teoretyków prawa, politologii i stosunków międzynarodowych trwa jednak nadal spór czym dokładnie jest Unia Europejska – czy jest to nadal organizacja międzynarodowa, czy już de facto konfederacja (związek państw), lub nawet państwo federalne – co sytuowałoby ją w grupie państw, a zatem suwerennych podmiotów prawa międzynarodowego, czy wreszcie „konfederacją zarządzaną po części na sposób federacyjny”. Traktat Lizboński wskazuje na przyjęcie tych dwóch ostatnich rozwiązań.

### Pozostałe
- organizacje międzynarodowe – są to podmioty wtórne, niepełne i niesuwerenne,
- rządy na uchodźstwie, partyzanci i inne strony walczące

uznanie za stronę walczącą wymaga łącznego spełnienia następujących wymogów:
- - należy sprawować pełne lub ograniczone władztwo nad określonym terytorium,
  - należy posiadać władzę, będącą w stanie utrzymywać stosunki dyplomatyczne,
  - należy przestrzegać konwencji i praw wojennych;

niespełnianie któregoś z powyższych warunków wyklucza możliwość uznania za stronę walczącą. Rządy na uchodźstwie, partyzanci i inne strony walczące (np. narody) sprawujące ograniczone władztwo nad danym terytorium mogą dążyć do odzyskania go w pełni albo do utworzenia tam nowego państwa, określanego wówczas jako państwo in statu nascendi (łac. w trakcie powstawania, rodzenia),
- narody – według art. 1 Karty Narodów Zjednoczonych narody mają prawo do samostanowienia, tym samym mogą być podmiotami prawa międzynarodowego niezależnie od tego, czy dążą do utworzenia państwa (np. Polacy i Czesi w 1917–1918),
- osoby fizyczne i prawne – jednak ich podmiotowość prawnomiędzynarodowa budzi wiele wątpliwości, często uważa się je co najwyżej za beneficjentów praw przewidzianych w niektórych umowach międzynarodowych.